# فرویو (میسیسیپی)
فرویو (به انگلیسی: Fairview) یک منطقهٔ مسکونی در ایالات متحده آمریکا است که در شهرستان سانفلاور، میسیسیپی واقع شده‌است. فرویو ۳۶٫۸۸ متر بالاتر از سطح دریا واقع شده‌است.